# Баркгемстед (Коннектикут)
Баркгемстед (англ. Barkhamsted) — місто (англ. town) в США, в окрузі Лічфілд штату Коннектикут. Населення — 3647 осіб (2020).

## Демографія
Згідно з переписом 2010 року, у місті мешкало 3799 осіб у 1452 домогосподарствах у складі 1108 родин. Було 1589 помешкань
Расовий склад населення:
| - 97,5 % — білих - 0,6 % — азіатів - 0,3 % — чорних або афроамериканців |

До двох чи більше рас належало 1,1 %. Частка іспаномовних становила 1,5 % від усіх жителів.
За віковим діапазоном населення розподілялося таким чином: 23,4 % — особи молодші 18 років, 63,0 % — особи у віці 18—64 років, 13,6 % — особи у віці 65 років та старші. Медіана віку мешканця становила 44,8 року. На 100 осіб жіночої статі у місті припадало 103,5 чоловіків;  на 100 жінок у віці від 18 років та старших — 99,9 чоловіків також старших 18 років.
Середній дохід на одне домашнє господарство  становив 113 700 доларів США (медіана — 111 198), а середній дохід на одну сім'ю — 125 025 доларів (медіана — 118 250). Медіана доходів становила 83 975 доларів для чоловіків та 54 063 долари для жінок. За межею бідності перебувало 2,4 % осіб, у тому числі 0,0 % дітей у віці до 18 років та 4,3 % осіб у віці 65 років та старших.
Цивільне працевлаштоване населення становило 1956 осіб. Основні галузі зайнятості: освіта, охорона здоров'я та соціальна допомога — 25,7 %, науковці, спеціалісти, менеджери — 12,7 %, виробництво — 12,1 %, будівництво — 12,0 %.